# Petar Petrov (futebolista)
Petar Atanasov Petrov (Virovsko, 20 de fevereiro de 1961) é um ex-futebolista profissional búlgaro, que atuava como defensor.

## Carreira
Petar Petrov fez parte do elenco da Seleção Búlgara de Futebol da Copa do Mundo de 1986 